# Sangju
Sangju (saŋ.dʑu) ist eine Stadt in der südkoreanischen Provinz Nord-Gyeongsang. Obwohl Sangju heute eher ländlich ist, war es einst eine bedeutende Stadt in Korea.

## Geschichte
Der Name Sangju für die Stadt wird erstmals in der Zeit des Reichs Silla wiedergegeben. Im Samguk Sagi und Samguk Yusa – historische Aufzeichnungen des Koreas der Drei Reiche – wird ein Land namens Sabeolguk an der Stelle des heutigen Sangju beschrieben. Zwischen Silla und Baekje liegend wurde das Land gegen 249 von Silla eingenommen. Im vereinten Silla war die Feste von Sangju eine der 9 ju, eine administrative Untergliederung des Reichs.

## Bildung
In der Stadt befindet sich ein Campus der Kyungpook National University. Bis 2008 war dies die Sangju National University.

## Persönlichkeiten
- Song Bum-keun (* 1997), Fußballspieler
- Kwon Soon-woo (* 1997), Tennisspieler